# Тимофеевка (Калининградская область)
Тимофеевка (до 1938 — Таммовишкен (нем. Tammowischken), до 1947 — Таммау (нем. Tammau)) — посёлок в Черняховском районе Калининградской области. Входит в состав Черняховского городского поселения.

## История
Крепость под названием Таммов была построена в начале XIV века на месте прусской крепости Камсвикус (Каменисвике). В 1371 году крепость захватили и сожгли литвины. В 1376 году, когда литовские князья Ольгерд, Кейстутис и Свидригайло вторглись в Надровию, крепость вновь была сожжена. Таммов отстроили, но ненадолго: в 1381 году войско Кейстутиса захватило и сожгло крепость. После очередного восстановления крепость разрушили в 1409 году.
В XIX веке руины крепости превратились в поле для массовых гуляний по случаю национальных праздников. Поселение возникшее около крепости стало называться Таммовишкен. В 1938 году Таммовишкен был переименован в Таммау, в 1946 году — в посёлок Тимофеевку.
В начале XXI века на территории бывшей крепости были проведены археологические раскопки.

## Население
| 1910 | 1933 | 1939 | 2002 | 2010 |
| ---- | ---- | ---- | ---- | ---- |
| 320  | ↘282 | ↘279 | ↗575 | ↘440 |